# Гарантийный взнос
Гарантийный взнос — взнос по срочному контракту для покрытия возможного разрыва между начальной ценой и последующей котировкой.

## Определение
Понятие гарантийный взнос уходит к первоначально вносимой клиентом части общей суммы оплаты заказа, которая призвана предотвратить возможный отказ от заказа в процессе его выполнения. Отказ от заказа приводит к потере гарантийного взноса.
Самый частый случай фиксируемый во взаимоотношениях — перечисление арендатором гарантийного взноса при ренте. Такая практика получила повсеместное распространение, и гарантийные взносы фигурируют почти во всех договорах ренты. Причем, речь идет не только о недвижимом имуществе, но и об аренде оборудования, автомобилей и других предметов обихода и быта. Но такая распространенность явления никак не отразилась на внимании к ней законодателя — прямого и четкого регулирования здесь нет. Поэтому при бухгалтерском учёте приходится применять стандартные нормы, по возможности «подгоняя» их под ситуацию.
Основная цель гарантийного взноса, перечисляемого арендатором еще до официального подписания сделки ренты — это материально подтвердить свое намерение заключить такой договор. А это значит, что налицо все признаки задатка.